# Larrabasterra (stacja metra)
Larrabasterra – stacja metra w Bilbao, na linii 1. Obsługiwana przez Bizkaiko Garraio Partzuergoa. Znajduje się w gminie Sopelana.